# 九龍巴士84M線
九龍巴士84M線是香港的一條巴士路線，來往富安花園及樂富。

## 歷史
- 1987年11月1日：配合富安花園落成而投入服務。當時途經沙田第一城、乙明邨及獅子山隧道。
- 1991年6月27日：改經黃大仙、鑽石山及圓洲角，以配合大老山隧道通車及替代89A來往圓洲角至黃大仙一帶的服務。
- 1993年5月17日：每日16:00至20:00往富安花園班次改經大磡道、上元街、鳳德道及龍蟠街。
- 1993年7月24日：全日改經大磡道、上元街、鳳德道及龍蟠街。
- 1996年6月9日：改經蒲崗村道。
- 1996年7月16日：增設空調服務。
- 1996年8月12日：繞經圓洲角巴士總站。
- 1997年11月2日：繞經鑽石山站總站。
- 1998年8月5日：全線以空調巴士服務。
- 2015年6月27日：增設到站時間預報。[3]
- 2025年8月25日：星期一至六非繁忙時間、星期日及公眾假期全日改以循環運作，來回程繞經廣源邨，往樂富方向繞經新蒲崗，往富安花園方向改經東頭村道和黃大仙巴士總站。[4]

## 服務時間及班次
| 富安花園開       | 富安花園開  | 富安花園開   | 樂富開               | 樂富開      | 樂富開       |
| 日期             | 服務時間    | 班次（分鐘） | 日期                 | 服務時間    | 班次（分鐘） |
| ---------------- | ----------- | ------------ | -------------------- | ----------- | ------------ |
| 星期一至五       | 06:00-07:15 | 25           | 星期一至五           | 06:15-08:20 | 25           |
| 星期一至五       | 07:35       | 07:35        | 星期一至五           | 08:40       | 08:40        |
| 星期一至五       | 08:00-09:40 | 25           | 星期一至五           | 09:05-17:35 | 30           |
| 星期一至五       | 09:40-16:40 | 30           | 星期一至五           | 17:35-18:55 | 20           |
| 星期一至五       | 16:40-18:40 | 20           | 星期一至五           | 18:55-21:00 | 25           |
| 星期一至五       | 18:40-23:40 | 30           | 星期一至五           | 21:00-00:00 | 30           |
| 星期六           | 06:00-07:15 | 25           | 星期六、日及公眾假期 | 06:15       | 06:15        |
| 星期六           | 07:35       | 07:35        | 星期六、日及公眾假期 | 06:40-17:40 | 30           |
| 星期六           | 08:00-09:40 | 25           | 星期六、日及公眾假期 | 18:05       | 18:05        |
| 星期六           | 09:40-23:40 | 30           | 星期六、日及公眾假期 | 18:30-00:00 | 30           |
| 星期日及公眾假期 | 06:00-07:40 | 25           |                      |             |              |
| 星期日及公眾假期 | 07:40-23:40 | 30           |                      |             |              |

## 收費
全程：$7.2
- 新界鄉議局大樓往樂富：$6.0
- 過大老山隧道後往富安花園：$7.1

| - 本線設有12歲以下小童及65歲或以上長者半價優惠。 - 65歲或以上香港居民使用「樂悠咭」，以及12歲以下合資格殘疾兒童使用「殘疾人士身份」個人八達通繳付車資，均可享有每程$2.0或半價（以較低者為準）的票價優惠；12至64歲合資格殘疾人士使用「殘疾人士身份」個人八達通（包括「樂悠咭」），以及60至64歲香港居民使用「樂悠咭」繳付車資，均可享有每程$2.0或全費（以較低者為準）的票價優惠。 - 65歲或以上長者如使用長者或一般個人八達通繳付車資，則只可享有半價優惠；12至64歲合資格殘疾人士如不使用「殘疾人士身份」個人八達通，以及60至64歲人士如不使用「樂悠咭」繳付車資，必須繳付全費。 - 乘客可以現金或八達通於上車時付款，不設找續。 - 每位成人乘客可免費攜帶最多兩名4歲以下而不佔座位的兒童乘客乘車，超額之4歲以下小童必須繳付小童車費乘車。 - 持有「九巴月票」之乘客在車票有效期內，每日可享最多10程任何九龍巴士及龍運巴士路線（包括本路線，以及聯營路線的九龍巴士／龍運巴士提供的班次；惟乘搭機場「A」及「NA」線則可享原價二七折優惠（不會計算每天10次合資格車程））；而B1線則每日可享最多各2程（不會計算每天10次合資格車程）。 - 九龍巴士、城巴、龍運巴士及陽光巴士全職員工及家屬（不包括外判職員）可免費乘搭本路線，惟必須拍職員或職員家屬八達通。 - 乘客亦可透過多元化電子支付系統（e度嘟）繳付車資，包括使用非接觸式VISA卡、JCB卡、萬事達卡、銀聯卡、美國運通、大來國際、Discover Card、Apple Pay、Google Pay、Samsung Pay、AlipayHK「易乘碼」、支付寶、WeChatHK／微信支付「搭車碼」、銀聯雲閃付「乘車碼」及BOC Pay「乘車碼」。乘客使用此付款方式，使用此支付方式的乘客可享有中途下車之分段收費，以及與其他九巴／龍運獨營路線或聯營線九巴／龍運班次之轉乘優惠，惟不適用於與非九巴／龍運路線之轉乘優惠，亦不能享有「公共交通費用補貼計劃」及「長者及合資格殘疾人士公共交通票價優惠計劃」。 |

值得一提，本線往樂富方向特設$6.0分段收費，為眾多條途經大老山隧道巴士路線之中，往九龍方向收費最便宜的一條。亦因如此，本線的便宜收費吸引一些「一定要搭平車」的乘客，更成功搶走82X、89X部分乘客；唯本線班次疏落，大部分時間為25分鐘一班車，最頻密也是15分鐘一班車，因此整體來說，本線客量純屬一般。

### 八達通轉乘優惠
本線是大老山隧道轉乘優惠計劃中其中一條路線。

## 使用車輛
現時本線使用5輛Enviro500 12米（ATEE）
| 車隊編號 | 車牌   |
| -------- | ------ |
| ATEE8    | RA5267 |
| ATEE18   | RH9145 |
| ATEE22   | RJ1156 |
| ATEE23   | RZ6920 |
| ATEE27   | RK3419 |

## 行車路線
富安花園開經：恒信街、亞公角街、石門交匯處、大涌橋路、小瀝源路、銀城街、插桅杆街、牛皮沙街、沙田圍路、小瀝源路、大老山隧道、斧山道、迴旋處、斧山道天橋、龍翔道、鳳舞街、富美街、橫頭磡東道及橫頭磡南道。
樂富開經：橫頭磡東道、富美街、鳳舞街、龍翔道、蒲崗村道、鳳德道、龍蟠街、鑽石山站公共運輸交匯處、龍蟠街、大磡道、大老山隧道、沙田圍路、牛皮沙街、插桅杆街、銀城街、小瀝源路、大涌橋路、石門交匯處、亞公角街及恒信街。

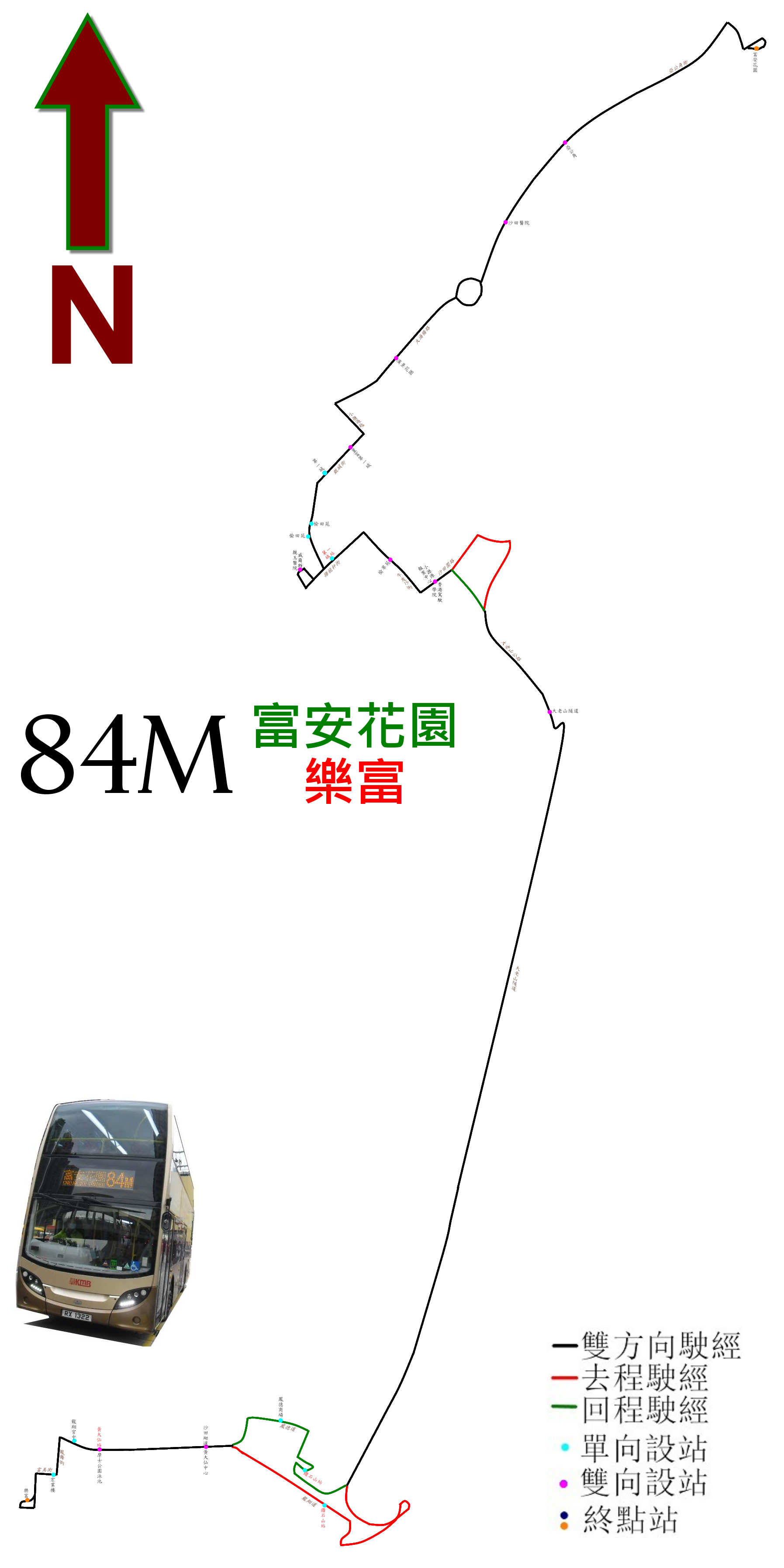
本線的走線圖

具體停站請參考資訊框

## 使用狀況
港鐵屯馬綫一期於2020年2月14日通車，乘客可乘搭屯馬綫一期到鑽石山站轉乘觀塘綫往返黃大仙、樂富，本線與82X線客量均受影响而下跌，當區區議員有建議九巴及運輸署把本線與82X、89C整合重組，以改善服務。

## 外部連結
- 九龍巴士84M線的Instagram帳戶

- 九巴84M線官方網站路線資料 （页面存档备份，存于）
- 681巴士總站 （页面存档备份，存于）

1. ↑  往馬鞍山方向停靠鑽石山站公共運輸交匯處，往樂富方向停靠龍翔道
2. 1 2  . 九龍巴士（一九三三）有限公司.   [2022-11-09]. （原始内容存档于2022-07-03） （中文（香港））.
3. ↑  〈http://www.kmb.hk/tc/news/press/archives/news201506262242.html （页面存档备份，存于） 九龍巴士（一九三三）有限公司，146條路線增設巴士到站時間預報服務 覆蓋逾半九巴及龍運路線〉［新聞稿］，2015年6月26日。
4. ↑  . 運輸署. 2025-08-19 （中文（香港））.